# Liste der Regionalmagazine
Regionalmagazine im Fernsehen werden in Deutschland hauptsächlich von den neun Landesrundfunkanstalten der ARD produziert und in den so genannten Dritten Programmen – zumeist täglich – im Vorabendprogramm ausgestrahlt. In einigen Ländern gibt es auch bei den großen Privatsendern Regionalmagazine.                                                                                                                                                                                                                                                           In Österreich zeichnen die neun Landesstudios des ORF für eine jeweils unterschiedliche Sendung auf ORF 2 verantwortlich.                                               Regionalmagazine bilden hauptsächlich regionale und lokale Themen ab, beziehungsweise brechen bundespolitische Phänomene und Probleme herunter und verorten diese in der Region. Der Magazincharakter der Sendungen trägt dazu bei, dass zumeist die volle Ressortfülle aus Landespolitik, Kommunalpolitik, Wirtschaft, Kultur, Sport, Service, Brauchtum und historischer Landeskunde abgebildet wird. Die Regionalmagazine des Fernsehens stellen somit nach ihrem Selbstverständnis eine „elektronische Abendzeitung“ für die Region dar.

## Deutschland
| Fernsehprogramm / Veranstalter                 | Sendung                       | Sendezeit | Dauer      | Sendetage               | Bundesland / Region                      | Start und Entwicklung |
| ---------------------------------------------- | ----------------------------- | --------- | ---------- | ----------------------- | ---------------------------------------- | --- |
| Bayerischer Rundfunk (BR)                      | Frankenschau aktuell          | 17:30 Uhr | 30 Minuten | Mo–Fr                   | Franken                                  | 1994; Vorgänger: Frankenschau (1978)                                                                                     |
| Bayerischer Rundfunk (BR)                      | Abendschau – Der Süden        | 17:30 Uhr | 30 Minuten | Mo–Fr                   | Bayerisch-Schwaben und A1994; Vorgänger: | 1994; Vorgänger: Aus S (1978) und Altbayern (1978)                                                                       |
| Bayerischer Rundfunk (BR)                      | Abendschau                    | 18:00 Uhr | 45 Minuten | Mo–Fr                   | Bayern                                   | 1954; ab 1988 im BFS |
| Hessischer Rundfunk (hr)                       | hessenschau                   | 16:45 Uhr | 15 Minuten | Mo–Fr                   |                                          | |
| Hessischer Rundfunk (hr)                       | hessenschau                   | 17:45 Uhr | 15 Minuten | Mo–Fr                   |                                          | |
| Hessischer Rundfunk (hr)                       | hessenschau                   | 19:30 Uhr | 30 Minuten | Mo–Fr                   | Hessen                                   | 1961; ab 1986 auf Hessen 3. Vorgänger: (1957; hr, SDR, SWF)und Neckar (1955) und Abendschau (1957; hr, SDR, SWF)         |
| Mitteldeutscher Rundfunk (MDR)                 | Sachsenspiegel                | 19:00 Uhr | 30 Minuten | täglich                 | Sachsen                                  | 1992; Vorgänger: Bei uns in Sachsen (1990) im DFF                                                                        |
| Mitteldeutscher Rundfunk (MDR)                 | Sachsen-Anhalt heute          | 19:00 Uhr | 30 Minuten |                         | Sachsen-Anhalt                           | 1992; Vorgänger: Tagesbilder (1990) im DFF                                                                               |
| Mitteldeutscher Rundfunk (MDR)                 | Thüringen Journal             | 19:00 Uhr |            |                         | Thüringen                                | 1990 im DFF; seit 1992 im MDR Fernsehen                                                                                  |
| Norddeutscher Rundfunk (NDR)                   | Hamburg Journal               | 18:00 Uhr | 15 Minuten | Montag–Freitag          | Hamburg                                  | 1985; ab 1993 auf N3 (Vorgänger: Nordschau, 1957, NWRV)                                                                  |
| Norddeutscher Rundfunk (NDR)                   | Nordmagazin                   | 18:00 Uhr | 15 Minuten | Montag–Freitag          | Mecklenburg-Vorpommern                   | 1990 im DFF; ab 1993 auf N3                                                                                              |
| Norddeutscher Rundfunk (NDR)                   | Hallo Niedersachsen           | 18:00 Uhr | 15 Minuten | Montag–Freitag          | Niedersachsen                            | 1985; ab 1993 auf N3 |
| Norddeutscher Rundfunk (NDR)                   | Schleswig-Holstein Magazin    | 18:00 Uhr | 15 Minuten | Montag–Freitag          | Schleswig-Holstein                       | 1985; ab 1993 auf N3 |
| Norddeutscher Rundfunk (NDR)                   | Hamburg Journal               | 19:30 Uhr | 30 Minuten |                         | Hamburg                                  | 1985; ab 1993 auf N3 (Vorgänger: Nordschau, 1957, NWRV)                                                                  |
| Norddeutscher Rundfunk (NDR)                   | Nordmagazin                   | 19:30 Uhr | 30 Minuten |                         | Mecklenburg-Vorpommern                   | 1990 im DFF; ab 1993 auf N3                                                                                              |
| Norddeutscher Rundfunk (NDR)                   | Hallo Niedersachsen           | 19:30 Uhr | 30 Minuten | täglich                 | Niedersachsen                            | 1985; ab 1993 auf N3 |
| Norddeutscher Rundfunk (NDR)                   | Schleswig-Holstein Magazin    | 19:30 Uhr | 30 Minuten | täglich                 | Schleswig-Holstein                       | 1985; ab 1993 auf N3 |
| Radio Bremen TV                                | buten un binnen               | 18:00 Uhr | 15 Minuten | Montag–Freitag          | Bremen und Bremerhaven                   | |
| Radio Bremen TV                                | buten un binnen               | 19:30 Uhr | 30 Minuten |                         |                                          | 1980; seit 2005 im NDR Fernsehen                                                                                         |
| Rundfunk Berlin-Brandenburg (rbb)              | rbb24 Abendschau              | 19:30 Uhr | 30 Minuten |                         | Berlin                                   | 1958; ab 1992/93 auf SFB1                                                                                                |
| Rundfunk Berlin-Brandenburg (rbb)              | rbb24 Brandenburg aktuell     | 19:30 Uhr | 30 Minuten |                         | Brandenburg                              | 1992 (ORB); Vorgänger: Landesschau (1990) im DFF                                                                         |
| Saarländischer Rundfunk (SR)                   | Aktueller Bericht             | 19:20 Uhr | 30 Minuten | Montag–Freitag,         | Saarland                                 | 1966/67 (Vorgänger ab 1961); ab 1993/94 auf S3                                                                           |
| Saarländischer Rundfunk (SR)                   | Aktueller Bericht             | 19:45 Uhr | 15 Minuten | Samstag, Sonntag        | Saarland                                 | 1966/67 (Vorgänger ab 1961); ab 1993/94 auf S3                                                                           |
| Südwestrundfunk (SWR)                          | Landesschau Baden-Württemberg | 18:15 Uhr | 75 Minuten | Mo–Fr                   | Baden-Württemberg                        | 1955 Von Rhein[, Main] und Neckar, 1957 Abendschau, zeitweise Abendjournal (1973), ab 1986 auf S3, seit 1993 Landesschau |
| Südwestrundfunk (SWR)                          | SWR Aktuell Baden-Württemberg | 18:00 Uhr | 15 Minuten | Montag–Freitag, Sonntag | Baden-Württemberg                        | |
| Südwestrundfunk (SWR)                          | SWR Aktuell Baden-Württemberg | 18:00 Uhr | 8 Minuten  | Samstag                 | Baden-Württemberg                        | |
| Südwestrundfunk (SWR)                          | SWR Aktuell Baden-Württemberg | 19:30 Uhr | 30 Minuten | Mo–So                   | Baden-Württemberg                        | 1973 Landesschau, ab 1993 als Landesschau aktuell auf S3, seit 2017 SWR Aktuell                                          |
| Südwestrundfunk (SWR)                          | SWR Aktuell Baden-Württemberg | 21:45 Uhr | 15 Minuten | Montag–Samstag          |                                          | |
| Südwestrundfunk (SWR)                          | Landesschau Rheinland-Pfalz   | 18:15 Uhr | 75 Minuten | Mo–Fr                   | Rheinland-Pfalz                          | 1966 Blick ins Land, ab 1986 auf S3, zeitweise Südwest-Journal, seit 1993 Landesschau                                    |
| Südwestrundfunk (SWR)                          | SWR Aktuell Rheinland-Pfalz   | 18:00 Uhr | 15 Minuten | Montag–Freitag, Sonntag | Rheinland-Pfalz                          | |
| Südwestrundfunk (SWR)                          | SWR Aktuell Rheinland-Pfalz   | 18:00 Uhr | 8 Minuten  | Samstag                 | Rheinland-Pfalz                          | |
| Südwestrundfunk (SWR)                          | SWR Aktuell Rheinland-Pfalz   | 19:30 Uhr | 30 Minuten | Mo–So                   | Rheinland-Pfalz                          | 1973 Landesschau, ab 1993 als Landesschau aktuell auf S3, seit 2017 SWR Aktuell                                          |
| Südwestrundfunk (SWR)                          | SWR Aktuell Rheinland-Pfalz   | 21:45 Uhr | 15 Minuten | Montag–Samstag          |                                          | |
| Westdeutscher Rundfunk Köln (WDR)              | Aktuelle Stunde               | 18:45 Uhr | 45 Minuten | Mo–So                   | Nordrhein-Westfalen                      | 1983 (Vorgänger: Hier und heute, 1957, NWRV)                                                                             |
| Westdeutscher Rundfunk Köln (WDR)              | Lokalzeit                     | 19:30 Uhr | 30 Minuten | Samstag                 | Region Köln                              | |
| Westdeutscher Rundfunk Köln (WDR)              | Lokalzeit aus Köln            | 19:30 Uhr | 30 Minuten | Mo–Fr                   | Region Köln                              | 1984 (bis 1985 zusammen mit Düsseldorf)                                                                                  |
| Westdeutscher Rundfunk Köln (WDR)              | Lokalzeit aus Aachen          | 19:30 Uhr | 30 Minuten | Mo–Fr                   | Region Aachen                            | 1996 |
| Westdeutscher Rundfunk Köln (WDR)              | Lokalzeit Bergisches Land     | 19:30 Uhr | 30 Minuten | Mo–Fr                   | Bergisches Land                          | 1996 |
| Westdeutscher Rundfunk Köln (WDR)              | Lokalzeit aus Bonn            | 19:30 Uhr | 30 Minuten | Mo–Fr                   | Region Bonn                              | 2007 |
| Westdeutscher Rundfunk Köln (WDR)              | Lokalzeit aus Dortmund        | 19:30 Uhr | 30 Minuten | Mo–Fr                   | Region Dortmund                          | 1984 |
| Westdeutscher Rundfunk Köln (WDR)              | Lokalzeit aus Düsseldorf      | 19:30 Uhr | 30 Minuten | Mo–Fr                   | Region Düsseldorf/Mittlerer Niederrhein  | 1984 (bis 1985 zusammen mit Köln)                                                                                        |
| Westdeutscher Rundfunk Köln (WDR)              | Lokalzeit aus Duisburg        | 19:30 Uhr | 30 Minuten | Mo–Fr                   | Region Duisburg/Unterer Niederrhein      | 2007 |
| Westdeutscher Rundfunk Köln (WDR)              | Lokalzeit Münsterland         | 19:30 Uhr | 30 Minuten | Mo–Fr                   | Münsterland                              | 1984 (bis 1985 zusammen mit Bielefeld)                                                                                   |
| Westdeutscher Rundfunk Köln (WDR)              | Lokalzeit OWL                 | 19:30 Uhr | 30 Minuten | Mo–Fr                   | Ostwestfalen-Lippe                       | 1984 (bis 1985 zusammen mit Münster)                                                                                     |
| Westdeutscher Rundfunk Köln (WDR)              | Lokalzeit Ruhr                | 19:30 Uhr | 30 Minuten | Mo–Fr                   | Mittleres Ruhrgebiet                     | 1997 |
| Westdeutscher Rundfunk Köln (WDR)              | Lokalzeit Südwestfalen        | 19:30 Uhr | 30 Minuten | Mo–Fr                   | Südwestfalen                             | 1991 (zuerst aus Dortmund, seit 1992 aus Siegen)                                                                         |
| Sat.1                                          | 17:30 Sat.1 Regional          | 17:30 Uhr | 30 Minuten | Mo–Fr                   | Hamburg und Schleswig-Holstein           | 1988 Wir in Hamburg, 1991 Wir in Schleswig-Holstein                                                                      |
| Sat.1                                          | 17:30 Sat.1 Regional          | 17:30 Uhr | 30 Minuten | Mo–Fr                   | Niedersachsen und Bremen                 | 1989 Wir in Niedersachsen                                                                                                |
| Sat.1                                          | 17:30 Sat.1 NRW               | 17:30 Uhr | 30 Minuten | Mo–Fr                   | Nordrhein-Westfalen                      | 1991 Regional-Report Nordrhein-Westfalen (Dortmund)                                                                      |
| Sat.1                                          | 17:30 Sat.1 live              | 17:30 Uhr | 30 Minuten | Mo–Fr                   | Rheinland-Pfalz und Hessen               | 1990 Wir im Südwesten |
| Sat.1                                          | Sat.1 Bayern                  | 17:30 Uhr | 30 Minuten | Mo–Fr                   | Bayern                                   | 1990 Wir in BayernWBayern aktuellayern aktuell                                                                           |
| Sat.1                                          | Sat.1 Bayern                  | 17:00 Uhr | 60 Minuten | Samstag                 | Bayern                                   | 1990 Wir in BayernWBayern aktuellayern aktuell                                                                           |
| RTL Television                                 | RTL Nord                      | 18:00 Uhr | 30 Minuten | Mo–Fr                   | Hamburg und Schleswig-Holstein           | 1988 Hamburg Schlag 6 und Kiek in                                                                                        |
| RTL Television                                 | RTL Nord                      | 18:00 Uhr | 30 Minuten | Mo–Fr                   | Niedersachsen und Bremen                 | 1989 Punkt 6 |
| RTL Television                                 | RTL West                      | 18:00 Uhr | 30 Minuten | Mo–Fr                   | Nordrhein-Westfalen                      | 1990 TeleWest |
| RTL Television                                 | RTL Hessen                    | 18:00 Uhr | 30 Minuten | Mo–Fr                   | Hessen                                   | 1990 |
| RTL Television                                 | TV Bayern Live                | 17:45 Uhr | 60 Minuten | Samstag                 | Bayern                                   | 1989 |
| RTL Television / Rheinpfalz Odenwald Neckar TV | RTL RON TV                    | 18:00 Uhr | 30 Minuten | Mo–Fr                   | Rhein-Neckar-Region                      | 2017 (Vorgänger 1986–2017: RNF-Fenster)                                                                                  |
| RTL Television / Franken Fernsehen             | Guten Abend Franken           | 18:00 Uhr | 30 Minuten | Mo–Fr                   | Großraum Nürnberg                        | 1992 |
| RTL Television / münchen.tv                    | münchen heute                 | 18:00 Uhr | 30 Minuten | Mo–Fr                   | Großraum München                         | 1992 |

Hinweis bei Satempfang:
Bis auf RTL Hessen und RON TV sind alle Magazine auch über Satellit zu empfangen. Die Sendungen münchen heute und Guten Abend Franken senden nicht im Rahmen des RTL Programms auf einem gemeinsamen Sendeplatz. Sie haben auf Astra einen eigenen 24 Stunden Kanal, auf dem um 18 Uhr die Sendungen parallel ausgestrahlt werden.
Hinweis bei Kabelempfang:
Im bayerischen Kabelfernsehen gibt es werktags um 18:00 Uhr weitere halbstündige Magazine auf RTL, nämlich (je nach Planungsregion; Betrauung gemäß Art. 23 BayMG):
- 1: main.tv (Aschaffenburg) Der Tag
- 2 & 3: tvm (Würzburg) Mainfranken Aktuell
- 4 & 5: tvo (Hof) Oberfranken Aktuell
- 6: OTV (Amberg) Das Magazin
- 7 & 8: Franken Fernsehen (Nürnberg) Guten Abend Franken
- 9: a.tv (Augsburg) Aktuell
- 10: tv.ingolstadt (Ingolstadt) Teleschau
- 11: TVA (Regensburg) Journal
- 12 Nord: donau TV (Deggendorf) Der Tag
- 12 Süd und 13 Süd: TRP1 (Passau) Der Tag
- 13 Nord: isar TV (Landshut) Der Tag
- 15: Regio TV Schwaben (Ulm) Journal
- 16: allgäu.tv (Kempten) Nachrichten
- 18: rfo (Rosenheim) Süd-Journal

Alle bayerischen Regionalmagazine sind auch über Satellit zu empfangen.

## Österreich
| Rundfunkanstalt / Programm      | Sendung                | Sendezeit | Dauer      | Sendetage | Bundesland / Region  | Zeitraum                                 |
| ------------------------------- | ---------------------- | --------- | ---------- | --------- | -------------------- | ---------------------------------------- |
| Österreichischer Rundfunk (ORF) | Burgenland heute       | 19:00 Uhr | 30 Minuten | täglich   | Burgenland           | 1988–; Vorgänger: Österreich-Bild (1967) |
| Österreichischer Rundfunk (ORF) | Kärnten heute          | 19:00 Uhr | 30 Minuten | täglich   | Kärnten              | 1988–; Vorgänger: Österreich-Bild (1967) |
| Österreichischer Rundfunk (ORF) | Niederösterreich heute | 19:00 Uhr | 30 Minuten | täglich   | Niederösterreich     | 1988–; Vorgänger: Österreich-Bild (1967) |
| Österreichischer Rundfunk (ORF) | Oberösterreich heute   | 19:00 Uhr | 30 Minuten | täglich   | Oberösterreich       | 1988–; Vorgänger: Österreich-Bild (1967) |
| Österreichischer Rundfunk (ORF) | Salzburg heute         | 19:00 Uhr | 30 Minuten | täglich   | Salzburg             | 1988–; Vorgänger: Österreich-Bild (1967) |
| Österreichischer Rundfunk (ORF) | Steiermark heute       | 19:00 Uhr | 30 Minuten | täglich   | Steiermark           | 1988–; Vorgänger: Österreich-Bild (1967) |
| Österreichischer Rundfunk (ORF) | Tirol heute            | 19:00 Uhr | 30 Minuten | täglich   | Tirol (und Südtirol) | 1988–; Vorgänger: Österreich-Bild (1967) |
| Österreichischer Rundfunk (ORF) | Vorarlberg heute       | 19:00 Uhr | 30 Minuten | täglich   | Vorarlberg           | 1988–; Vorgänger: Österreich-Bild (1967) |
| Österreichischer Rundfunk (ORF) | Wien heute             | 19:00 Uhr | 30 Minuten | täglich   | Wien                 | 1988–; Vorgänger: Österreich-Bild (1967) |
| Puls 4                          | Stadtreport            | 19:20 Uhr | 30 Minuten | Mo–Fr     | Wien                 | 2008–2013                                |

## Südtirol
| Rundfunkanstalt                 | Sendung        | Sendezeit | Dauer      | Sendetage | Region               | Zeitraum   |
| ------------------------------- | -------------- | --------- | ---------- | --------- | -------------------- | ---------- |
| Rai Südtirol                    | Tagesschau     | 20:00 Uhr | 20 Minuten | täglich   | Südtirol             | 1966–      |
| Österreichischer Rundfunk (ORF) | Südtirol heute | 18:30 Uhr | 30 Minuten | Mo–Fr     | Südtirol (und Tirol) | 1996/2000– |

## Schweiz
| Rundfunkanstalt / Programm | Sendung          | Sendezeit | Dauer         | Sendetage | Kanton / Region      | Start und Entwicklung                                                                           |
| -------------------------- | ---------------- | --------- | ------------- | --------- | -------------------- | ----------------------------------------------------------------------------------------------- |
| SRF 1                      | Schweiz aktuell  | 19:00 Uhr | 25 Minuten    | Mo–Fr     | für alle Kantone     | 1990; Vorgänger: Antenne (1962), Bericht vor acht (1975), Blickpunkt (1977), DRS aktuell (1981) |
| RTS Un                     | Couleurs locales | 18:59 Uhr | 20 Minuten    | Mo–Fr     | Romandie             | 2009–                                                                                           |
| RSI LA 1                   | Il Quotidiano    | 19:00 Uhr | 45/15 Minuten | täglich   | italienische Schweiz | 1985–                                                                                           |

## Ostbelgien
| Rundfunkanstalt | Sendung    | Sendezeit | Dauer      | Sendetage | Region     | Start und Entwicklung           |
| --------------- | ---------- | --------- | ---------- | --------- | ---------- | ------------------------------- |
| BRF             | Blickpunkt | 17:45 Uhr | 15 Minuten | Mo–Fr     | Ostbelgien | 2004–; Vorgänger: 10 vor (1999) |